# Dózsa Endre
Dózsa Endre (Póka, 1857. január 13. – Kolozsvár, 1944. március 3.) magyar közíró, regényíró. Dózsa Dániel közíró, szerkesztő és műfordító fia.

## Életútja
Tanulmányait Marosvásárhelyen és Budapesten végezte. Az 1896–1901-es parlamenti ciklusban szabadelvű programmal országgyűlési képviselő volt. Közigazgatási pályáját mint főszolgabíró kezdte, 1901-től 1918-ig Kolozs megye alispánja. 1908-tól az Erdélyi Irodalmi Társaság elnöke, 1910-től a KZST tagja. Az irodalomban Rákosi Jenő oldalán jelentkezett, de a XIX. és a XX. század erdélyi társadalmát mutatva be regényeiben, utalt a nemzetiségek közti megértés jelentőségére.
1919 után a Keleti Újság és az Ellenzék hasábjain jelentek meg cikkei. Mint az Erdélyi Irodalmi Társaság elnöke, a konzervatív írói tábor egyik vezetője volt, s a régi táblabíróvilág szellemiségét igyekezett átmenteni a kisebbségi helyzetbe. Tárgyköre a vidéki élet: jóízűen humorizált és szórakoztatott.

## Munkái (válogatás)
- Még egy pár szó a nemzetiségi kérdésről (1897)
- Tiéd a hatalom : regény. 1-2. (1899)
- Cine mintye : Tartsd eszedben : regény. Rákosi Jenő előszavával (Budapest-Kolozsvár, 1903)
- Czinka Panna : regény. 1-2. Budapest-Kolozsvár, 1913
- Régi jó és régi zord időkből; Minerva, Cluj-Kolozsvár, 1927 (Pásztortűz könyvtár)
- Új világ felé (regény, Kolozsvár, 1936)